# Uloborus gilvus
Uloborus gilvus är en spindelart som först beskrevs av John Blackwall 1870.  Uloborus gilvus ingår i släktet Uloborus och familjen krusnätsspindlar. Inga underarter finns listade i Catalogue of Life.